# Henry Bennet, 1:e earl av Arlington
Henry Bennet, 1:e earl av Arlington, född 1618, död 28 juli 1685, var en engelsk statsman. Han ingick i den så kallade Kabalministären men miste med tiden allt inflytande.

## Biografi
Bennet deltog i det engelska inbördeskriget på Stuartarnas sida. Sedan kung Karl I avrättats och England blivit republik tog han sig till Frankrike. Han reste även runt i Italien. 1650 förenade han sig med kungafamiljen i exilen. År 1661 återvände han till England, och blev utsedd att sköta det kungliga hushållets ekonomi. Han uppmuntrade kung Karl II:s växande missnöje med rådgivaren Clarendon. År 1662 blev han statssekreterare trots Clarendons motstånd. Mellan 1661 och 1665 representerade han det Cornwallska Callington i parlamentet, men verkar aldrig ha deltagit i debatterna. Vidare arbetade han med frågor som gällde Irland och Tanger, och arbetade för indulgensförklaringen.
År 1663 fick han titeln baron Arlington, och 1667 blev han ansvarig för postväsendet. Han anförtroddes kontrollen över utrikespolitiken, och han var den huvudsakligen ansvarige för det andra engelsk-nederländska kriget. Under detta krig gifte han sig själv ironiskt nog med en holländska. Två viktiga rivaler om makten var Southampton, och kungens rådgivare Clarendon. Sedan Southampton dött och Clarendon fallit i onåd fick han dock inte så stort inflytande som han hoppats, trots sin plats i kabalministären, eftersom hertigen av Buckingham stod lika högt och med tiden högre i kungens gunst. I maj 1670 var han och katoliken Thomas Clifford den enda ministrar som anförtroddes det hemliga Doverfördraget där en av klausulerna innebar att Karl II lovade att konvertera till katolicismen. Arlington var den som huvudsakligen ansvarade för att det övriga rådet fördes bakom ljuset. 
I april 1672 blev han earl, och den 15 juni samma år mottog han Strumpebandsorden. Samma månad misslyckades hans försök att få holländarna att acceptera ett fredsslut i det tredje engelsk-nederländska kriget. Sedan Clifford i november 1672 utsetts till  riksskattmästare fick hans svartsjuka missnöje samt medvetenheten om den våldsamma opposition som växte i parlamentet Arlington att byta sida. År 1673 stödde han testakten som tvingade Clifford att avsäga sig sitt ämbete. Han gick över till den holländska sidan, och för att hålla fred med sina nya allierade avslöjade han Doverfördraget för de trofasta protestanterna hertigen av Ormonde och lord Ashley. Vid det här laget hade Arlington emellertid tappat alla parters förtroende. Den 15 januari 1674 ställdes han inför riksrätt impeached) anklagad för "papism" och svikligt förfarande som ämbetsman. Underhuset röstade dock till hans fördel med 166 röster mot 127. Hans tid var dock över, och den 11 september 1674 sade han upp sin post som sekreterare och blev istället utnämnd till Lord Chamberlain, en hög post i det kungliga hushållet. 
I november året därpå åkte han till Haag med de populära målen att uppnå fred och sluta allians genom kungligt äktenskap. Försöket misslyckades och han återvände vanhedrad hem. När earlen av Danby efterträdde Clifford som riksskattmästare blev Arlington besviken, och kungen hånade honom öppet. Han hade nu tappat allt inflytande, och det var riskfritt att driva gäck med honom. Han fick dock en ny post från mars 1679, fick en plats i det nya råd som sir William Temple konstruerade, och blev medlem i det inre råd som nästan omedelbart formades. År 1680 blev han utsedd till lordlöjtnant av Suffolk. Han dog 1685 och begravdes i Euston, där han köpt en stor egendom, Euston Hall, och byggt dyrbara byggnader. Hans hem i London var Arlington House, på den plats där nu Buckingham Palace står.
Hans inställning till religion liknande kungens. Han anses ha styrt kungen mot katolicismen. Före restaurationen besökte han utomlands romersk-katolska mässor tillsammans med kungen. Han försökte också få kungen att offentligt deklarera sin konvertering för att få stöd från främmande makt. Han hade dock inte svårt att dölja sin religion när det passade. Liksom kungen fortsatte han att bekänna och utöva protestantisk kristendom. Han lade stora summor på att reparera kyrkan i Euston. År 1673 gick han testaktens krav till mötes och kunde behålla sitt ämbete, till skillnad från Clifford. Han dolde sin tro ända tills han på dödsbädden förklarade sig tillhöra den romersk-katolska tron.